# Laonik Chalkokondyles
Laonik Chalkokondyles (gr.: Λαόνικος Χαλκοκονδύλης, Laonikos Chalkokondylēs, ok. 1430 – ok. 1490) – bizantyński historyk. Autor Wykładu historii w 10 księgach obejmującego wydarzenia z lat 1298-1463.

## Życie
Laonik urodził się w Atenach około 1430 roku. Wraz z ojcem, uciekającym przed zemstą księcia Aten Neria Acciaiuoliego w 1445 roku opuścił rodzinne miasto i schronił się na Peloponezie, na dworze despoty w Mistrze. W Mistrze uczył się u słynnego humanisty Jerzego Gemista Pletona. Możliwe, że był posłem despoty Morei Konstantyna Dragazesa do sułtana Murada II w 1446 roku. W czasie oblężenia Konstantynopola w 1453 roku przebywał na Peloponezie. Nie wiadomo czy później wyemigrował do Włoch, czy powrócił do rodzinnych Aten. Po upadku Cesarstwa Trapezuntu w 1461 roku prawdopodobnie schronił się na Krecie. W drugiej połowie XVI wieku jego życiorys (Żywot Laonika Chalkokondylesa) opracował Antoni Kalozynas.

## Dzieło
Chalkokondyles pozostawił po sobie Wykład historii (Apòdejksis historiòn) w 10 księgach, obejmujący lata 1298-1463. Jako pierwszy z historyków bizantyńskich przyjął turecki punkt widzenia, czyniąc głównym przedmiotem swojej pracy państwo tureckie, a nie Konstantynopol. Opisał pochodzenie Turków, kształtowanie się i wzrost potęgi sułtanatu osmańskiego w Azji Mniejszej. Jego Wykład jest opisem kolejnych zwycięstw tureckich nad wojskami bizantyńskimi, słowiańskimi i zachodnioeuropejskimi. Zdobycie greckiego Konstantynopola przez azjatycki lud Chalkokondyles tłumaczy jako wyrównanie rechunków za zaburzenie azjatyckiej Troi przez Greków. Stanowi ono jednocześnie dla niego kres odwiecznej walki Greków z barbarzyńskimi ludami Azji, reprezentowanymi ówcześnie przez Turków, Tatarów i Maurów. Laonik rozpoczyna Wykład krótkim przeglądem historii świata od dziejów Asyrii do początków państwa tureckiego. Pracę swą kończy opisem zdobycia Lemnos w 1463 roku. Z racji bliskich związków z dworem despotów Morei szczegółowo przedstawia wydarzenia, które miały miejsce na Peloponezie. Przypuszcza się, że całość została napisana w latach osiemdziesiątych XV wieku.
Laonik pisał pięknym językiem klasycznym, dialektem attyckim, wtrącając słowa tureckie. Rygorystycznie stosował się też do klasycznego nazewnictwa geograficznego: Tesalonikę nazywał Thermą, Bagdad - Babilonem. W zakresie stylu i metody historycznej wzorował się na Herodocie i Tukidydesie. Jego klasyczne wykształcenie: świetna znajomość języka klasycznego i kultury starożytnej Grecji uczyniły go niezwykle popularnym na zachodzie Europy, gdzie stał się jednym z prekursorów renesansowego humanizmu. O jego popularności świadczy 25 zachowanych rękopisów z XVI wieku.